# Матилда Лац
Матилда Ана Ингрид Лац (енгл. Matilda Anna Ingrid Lutz; Милано 28. јануар 1991) је италијанско-америчка глумица и модел. Најпознатија је по главним улогама у хорор филмовима Кругови (2017) и Освета (2017). За улогу у Освети била је номинована за најбољу главну глумицу на три филмска фестивала. Лац се појавила и у Нетфликсовој хит серији Медичијеви: Господари Фиренце из 2018. године.
Рођена је у Милану. Отац јој је Американац, а мајка Италијанка. Има старијег брата, Мартина, и млађег полубрата, Алексеја.

## Филмографија
| Улоге Матилде Лац |                               |               |                  |                      |
| Година            | Српски назив                  | Изворни назив | Улога            | Напомена             |
| 2011.             | Изгубљени мирис у Де-молу     |               | Џесика           |                      |
| 2013.             | Пети точак                    |               | Франческа        |                      |
| 2013.             | Без граница                   |               | Анџела Конти     | ТВ серија, 1 епизода |
| 2016.             | Лето                          |               | Марија           |                      |
| 2017.             | Кругови                       |               | Џулија           |                      |
| 2017.             | Освета                        |               | Џенифер „Џен”    |                      |
| 2018.             | Медичијеви: Господари Фиренце |               | Симонета Веспучи | ТВ серија, 8 епизода |
| 2019.             | Журка за развод               |               | Кејти            |                      |
| 2021.             | Класична хорор прича          |               | Елиса            |                      |
| 2021.             | Зона 414                      |               | Џејн             |                      |